# Église Saint-Paul d'Attard
L'église Saint-Paul est une église catholique située à Attard, à Malte.

## Historique
Le présent édifice date de 1729 et a récemment été rénové.